# سيد قشلاقي (ورغاهان)
سيد قشلاقي (بالفارسية: سیدقشلاقی) هي منطقة سكنية تقع في إيران في قسم ورغاهان الریفي. يقدر عدد سكانها بـ 32 نسمة .